# Nuova Gazzetta di Modena
La Nuova Gazzetta di Modena (la Nouvelle Gazzette de Modène) est un quotidien italien, de Modène, qui diffuse à plus de 10 000 exemplaires de moyenne (sept. 2005). Elle appartient au Gruppo Editoriale L'Espresso (qui publie aussi L'Espresso).
Le 15 juin 2011, Antonio Ramenghi, est nommé directeur du quotidien et vice-directeur de « l'Espresso ».